# Титченер, Эдвард Брэдфорд
Эдвард Брэдфорд Титченер (англ. Edward Bradford Titchener; 11 января 1867, Чичестер, Великобритания — 3 августа 1927, Итака, штат Нью-Йорк, США) — англо-американский психолог-экспериментатор, ученик  В.  Вундта, один  из  создателей  структурной  психологии  (структурализма). Почётный член Российского психологического общества.

## Жизнь
Изучал в Оксфордском университете философию, классические языки и физиологию. В 1890 году поступил в аспирантуру Лейпцигского университета к Вильгельму Вундту, где изучал бинокулярное зрение и время реакции при познавательных процессах и в 1892 году защитил докторскую диссертацию. После этого он переехал в США, где преподавал психологию в Корнеллском университете в 1892—1927 гг. Основал первую американскую психологическую лабораторию и стал фактически «отцом» психологии в США, хотя в дальнейшем столкнулся с сильнейшей оппозицией со стороны зарождающегося бихевиоризма. Титченера обвиняли, зачастую безосновательно, в попытках пересадить на американскую почву чуждый ей немецкий умозрительный подход немецких философов (хотя на деле его взгляды почти целиком сформировались под влиянием британской традиции, где психология была близка к естественным наукам, в этом он был близок к Вундту).

## Достижения
Титченер впервые ввёл термин «структурализм» для обозначения исследовательского подхода Вундта, в противовес функционализму Уильяма Джеймса. Он сам продолжал развивать данный подход, хотя и перенял от Вюрцбургской школы интроспекционизм как метод изучения душевных процессов. Он пытался разложить психику на некоторые составные элементы, которых он насчитывал до 30 000, и которые он сравнивал с химическими элементами. Вместе с тем, нельзя не оценить подробнейшие описания психических процессов и ощущений, составленные благодаря подобным изысканиям Титченера.
Составил список элементарных ощущений, включавший более 44 тысяч сенсорных качеств, большинство из которых были зрительными (32820) и слуховыми (11600).
В честь него также названа «иллюзия Эббингауза-Титченера»: окружность, окружённая другими окружностями, кажется тем меньше, чем больше диаметр окружающих её окружностей.
На русский язык были переведены и опубликованы несколько его работ: «Очерки психологии» (1898), «Учебник психологии» (1914).

## Общественно-научная деятельность
- Редактор Studies from the Department of Psychology of Cornell University, 1894—1927
- Американский редактор Mind,  1894 — около 1917
- Внештатный редактор American Journal of Psychology,  1895—1920
- Редактор-консультант Century Dictionary and Cyclopedia (Psychology),  1909, 1911
- Редактор American Journal of Psychology,  1921—1905.

## Труды
- Очерки психологии / An Outline of Psychology (1896). Русское издание:  Титченер, Э. Б.: Очерки психологіи, СПб: Типографія Высочайше утвержденнаго Товарищества «Общественная Польза», 1898
- Экспериментальная психология / Experimental psychology (1901—1905, 4 тома)
- Введение в психологию / A primer of psychology (1903)
- Лекции по экспериментальной психологии ощущения и внимания / Lectures on the elementary psychology of feeling and attention (1908)
- Лекции по экспериментальной психологии мыслительных процессов / Lectures on the experimental psychology of the thought-processes (1909)
- Хрестоматия по психологии / A text book of psychology (1910)
- Системная психология: основы / Systematic psychology: prolegomena (1929 или 1927; издал Х. П. Уэлд / H.P.Weld)